# Jabłonowo (powiat olecki)
Jabłonowo (dawniej niem. Neuendorf) – wieś w Polsce położona w województwie warmińsko-mazurskim, w powiecie oleckim, w gminie Kowale Oleckie. W latach 1975–1998 miejscowość należała administracyjnie do województwa suwalskiego.
Miejscowość wzmiankowana w dokumentach już w 1560 roku. Ponowna lokacja wsi nastąpiła w roku 1688, za czasów księcia Fryderyka III w ramach tzw. osadnictwa szkatułowego.
Z okresu drugiej (powtórnej) lokacji wywodzi się druga nazwa wsi Nowa Wieś (niem. Neuendorf). Nowa Wieś lokowana na 20 włókach lasu, założona została w ramach osadnictwa szkatułowego w miejscu, gdzie wcześniej istniało Jabłonowo, które uległo całkowitemu zniszczeniu. Na mocy umowy z dnia 20 lutego 1687 r. zawartej z kilkoma wolnymi ludźmi, osadnicy lokowani byli na prawie chełmińskim i zwolnieni zostali od opłat na 7 lat. Czynsz mieli płacić od roku 1695 w wysokości 18 marek od włóki.
W 1938 r. Jabłonowo liczyło 356 mieszkańców i posiadało dwuklasową szkołę, do której w 1935 r. uczęszczało 70 dzieci.